# Dio perdona... io no!
Dio perdona... io no! és una pel·lícula de coproducció hispano-italiana Giuseppe Colizzi de l'any 1967, protagonitzada per Terence Hill i Bud Spencer, i pertanyent al subgènere del spaghetti western. Va ser rodada a Tabernas, a la província d'Almeria. Va ser la primera pel·lícula que van protagonitzar Terence Hill i Bud Spencer, una de les parelles cinematogràfiques més populars Fou estrenada a Espanya el 1968. Al Regne Unit fou comercialitzada amb el títol de Blood River.

## Argument
Dos companyons busquen a un home anomenat "Bill San Antonio". És un pistoler i lladre, a qui tots creien mort des de fa temps. Ho fan, perquè és el culpable d'haver assassinat a un jutge i a tots els passatgers del tren, en el que venia per a robar 300.000 dòlars que hi havia i no va deixar cap testimoni de l'ocorregut. També ho fan, perquè era amic seu i perquè va fingir la seva mort també cap a ells de manera cruel i criminal.
No obstant això un d'ells, Cat Stevens, també ho busca per a venjar-se d'ell, perquè, en fingir la seva mort,va fer creure a tots, que a més havia robat diners seus, per la qual cosa molts van intentar matar-ho per a obtenir-ho, diners que l'es va emportar com a part del seu pla de fingir la seva mort i després continuar més tard amb les seves malifetes d'una forma més segura.

## Repartiment
- Terence Hill com Cat Stevens.
- Bud Spencer com Hutch Bessy.
- Frank Wolff com Bill San Antonio.
- Gina Rovere com Rose.
- José Manuel Martín com Bud.
- Tito García com Tam-Tam.

## Curiositats
Aquesta va ser la primera vegada que aquesta parella d'actors (Terence Hill i Bud Spencer) van treballar junts, i des d'aquí van llaurar una gran amistat que va tenir com a lloc altres films reeixits, plens de trompades i riallades.

## Recepció
A partir de ressenyes contemporànies, "Whit". de Variety va afirmar que la pel·lícula és "llarga en acció i curta en la història", assenyalant "si l'acció posterior era tan suspensiva com el llarg i tens joc de pòquer que obre la pel·lícula, American International, que distribueix imatges en aquest país, tindria un western guanyador segur"
A partir de ressenyes retrospectives, el crític de cinema Dennis Schwartz va analitzar la pel·lícula i va escriure: "És la primera de les 19 vegades que Terence Hill i Bud Spencer serien emparellats. Aquesta pel·lícula confusa és un dels seus esforços més pobres: té un ritme pobre, excessiu, tediós i no em va semblar gens agradable. Però aquells que tenen un estómac fort per a tota la violència tonta i poden passar per alt l'execució incòmoda de la història, poden ser els que millor s'adaptin a aquesta cruenta pel·lícula."
En la seva investigació d’estructures narratives en pel·lícules de Spaghetti Western, Fridlund escriu que tots els westerns de Colizzi presenten variacions intel·ligents sobre diversos tipus diferents d’associacions trobades en altres pel·lícules inspirades en Per qualche dollaro in più. El que és notable és que els protagonistes dominants Cat i Hutch es diferencien per un conjunt de característiques físiques i personals que reapareixen en les encara més reeixides comercialment Li deien Trinidad i Encara li deien Trinidad.

## Premis
Als Premis del Sindicat Nacional de l'Espectacle de 1968 va guanyar el quart premi a la millor pel·lícula.